# Hortus Bogoriensis Descriptus
Hortus Bogoriensis Descriptus (abreviado Hort. Bogor. Descr.) es un libro ilustrado con descripciones botánicas que fue escrito por el botánico holandés Justus Carl Hasskarl. Se publicó en Ámsterdam en el año 1958 con el nombre de Hortus Bogoriensis Descriptus; sive, Retziae Editio Nova Aucta et Amendata. Pars Prima. Amstelodami.